# Борові (Мядельський район)
Борові (біл. вёска Баравыя) — село в складі Мядельського району Мінської області, Білорусь. Село підпорядковане Нарачанській сільській раді, розташоване в північній частині області.